# 3391 Sinon
3391 Sinon је Јупитеров тројански астероид чија средња удаљеност од Сунца износи 5,298 астрономских јединица (АЈ).
Апсолутна магнитуда астероида је 10,3.